# Brookesia ambreensis
Brookesia ambreensis là một loài thằn lằn trong họ Chamaeleonidae. Loài này được Raxworthy & Nussbaum miêu tả khoa học đầu tiên năm 1995.